# Gouvernement Kamoun IV
Ve République
Gouvernement Kamoun III Gouvernement Sarandji
Le gouvernement Kamoun 4 est le gouvernement de transition de la République centrafricaine en fonction du 29 octobre 2015 au 11 avril 2016. Il s’agit du cinquième  gouvernement nommé par la présidente de transition Catherine Samba-Panza.

## Composition
Le gouvernement de transition Kamoun 4 est composé du Premier ministre, de 2 ministres d’État, 27 ministres et 3 ministres délégués. Deux personnalités font leur entrée au gouvernement pour trois départs.

### Premier ministre
- Premier ministre : Mahamat Kamoun

### Ministres d’État
1. Ministre d’État chargé du Développement du monde rural : Marie-Noëlle Koyara
2. Ministre d’État chargé de l’Énergie et de l’hydraulique : Aristide Sokambi

### Ministres
- 3. Ministre des transports et de l’aviation civile : Arnaud Djoubane Abazène.
- 4. Ministre des finances et du budget : Assane Abdallah Kadré
- 5. Ministre des affaires étrangères de l’intégration africaine et de la francophonie: Samuel Rangba.
- 6. Ministre de l’économie du plan et de la coopération internationale chargé des pôles de développement : Florence Limbio
- 7. Ministre de la Défense Nationale, de la Restructuration des  Armées, des Anciens Combattants et Victimes de Guerre : Joseph Bindoumi
- 8. Ministre du travail, de la sécurité sociale et de l’emploi : Gaston Makouzangba
- 9. Ministre des eaux forêts chasses et pêches : Charlotte Isabelle Gaudeuille
- 10. Ministre de la santé et de la population : Margueritte Samba Maliavo
- 11. Ministre de la Justice, Garde des Sceaux, Chargé de la Reforme Judiciaire et des Droits de l’Homme, Porte-parole du Gouvernement: Dominique Saïd Panguindji
- 12. Ministre de l’administration du territoire de la décentralisation et régionalisation : Modibo Bachir Walidou
- 13. Ministre du commerce de l’industrie et des petites et moyennes entreprises : Gertrude Zouta
- 14. Ministre des mines et de la géologie : Joseph Agbo
- 15. Ministre des postes des télécommunications chargé des nouvelles technologies : Bounandélé Koumba
- 16. Ministre de l’éducation Nationale et de l’enseignement supérieur et de la recherche scientifique : Bernard Simiti
- 17. Ministre de la Sécurité Publique et de l’émigration-immigration: Général Chrysostome Sambia
- 18. Ministre de la Communication : Bruno Yapandé
- 19. Ministre chargé des Travaux, de l’Equipement et de l’aménagement du territoire : Laurent Clair Maléfou
- 20. Ministre de la réconciliation nationale, du dialogue politique et de la promotion de la culture civique : Florence Lydie Ndouba
- 21. Ministre affaires sociales de la promotion du genre et de l’action humanitaire : Eugénie Yarafa
- 22. Ministre de l’urbanisme et des édifices publics : Jacques Démanga-Kamoune
- 23. Ministre de La jeunesse et des sports : Nicaise Karnou-Samedi
- 24. Ministre chargé du secrétariat du gouvernement des relations avec les institutions : Guy-Marc Mokopété
- 25. Ministre du tourisme des arts de la culture et de l’artisanat : Mauricette Joséphine Monthé, née Psimhis
- 26. Ministre de l’environnement, de l’écologie et du développement durable : Sébastien Wénézoui
- 27. Ministre de l’habitat et du logement : Armel Ningatoloum Sayo
- 28. Ministre de la Fonction publique : Odile Zitongo

### Ministres délégués
- 29. Ministre délégué à l’élevage : Mahamat Tahïb Yakoub.
- 30. Ministre délégué auprès du Ministre des finances, chargé du budget : Célestin Yanindji
- 31. Ministre délégué auprès du Ministre de l’Économie, du Plan et de la Coopération internationale, chargé des Pôles de Développement : Michel Bindo